# Holochelus setiventris
Holochelus setiventris är en skalbaggsart som beskrevs av Edmund Reitter 1902. Holochelus setiventris ingår i släktet Holochelus och familjen Melolonthidae. Inga underarter finns listade i Catalogue of Life.